# Хистерија
Хистерија (грч. ὑστέρα — „материца”) јесте израз који колоквијално значи немогућност контроле јаких емоција. У 19. веку, хистерија се сматрала физичком болешћу која погађа жене. Основ за њену дијагнозу било је уверење да жене имају полно засновану предиспозицију за менталне поремећаје и поремећаје понашања. У 20. веку, хистерија почиње да се сматра менталном болешћу. Многи утицајни психијатри и неуролози, попут Сигмунда Фројда и Жан-Мартена Шаркоа, посветили су своја истраживања пацијентима са наводном хистеријом. Данас већина лекара не прихвата хистерију као медицинску дијагнозу, а термин остаје као колоквијализам за усплахирено или панично понашање. Некада општа дијагноза хистерије, сада је подељена на бројне психолошке и неуролошке поремећаје као као што су епилепсија, хистрионични поремећај личности, конверзивни поремећај, дисоцијативни поремећај, као и друга стања менталног здравља.

## Историјски симптоми
Телесни, сензорни, моторички и ментални симптоми који су се најчешће везивали за хистерију јесу:
- напади смеха и плача,
- претерана раздражљивост,
- сомнамбулизам,
- халуцинације,
- стрепња,
- узнемиреност,
- тахикардија,
- мучнина,
- повраћање,
- болови у различитим деловима тела,
- контракције итд.